# Prnjavor Mali, Banjaluka
Prnjavor Mali je naselje v mestu Banjaluka, Bosna in Hercegovina. 

## Deli naselja
Cvijići, Dragojevići, Kasipovići, Kosići, Kukrići, Lukajići, Mihailovići, Popovići, Prnjavor Mali, Rakovići in Tramošljike.

## Prebivalstvo
| Pregled števila prebivalcev po letih | Pregled števila prebivalcev po letih | Pregled števila prebivalcev po letih | Pregled števila prebivalcev po letih | Pregled števila prebivalcev po letih | Pregled števila prebivalcev po letih |
| ------------------------------------ | ------------------------------------ | ------------------------------------ | ------------------------------------ | ------------------------------------ | ------------------------------------ |
| 1948                                 | 1953                                 | 1961                                 | 1971                                 | 1981                                 | 1991                                 |
| -                                    | -                                    | 380                                  | 425                                  | 350                                  | 309                                  |

| Narodna sestava prebivalstva po letih                                                                                       | Narodna sestava prebivalstva po letih                                                                                        | Narodna sestava prebivalstva po letih                                                                                        |
| --- | --- | --- |
| 1971 | 1981 | 1991 |
| . skupaj: 425 Srbi 394 (92,70 %) Hrvati 23 (5,41 %) Muslimani 0 (0,00 %) Jugoslovani 0 (0,00 %) drugi in neznano 8 (1,88 %) | . skupaj: 350 Srbi 294 (84,00 %) Hrvati 6 (1,71 %) Muslimani 0 (0,00 %) Jugoslovani 46 (13,14 %) drugi in neznano 4 (1,14 %) | . skupaj: 309 Srbi 276 (89,32 %) Hrvati 4 (1,29 %) Muslimani 0 (0,00 %) Jugoslovani 17 (5,50 %) drugi in neznano 12 (3,88 %) |